# Saab 9000
Der Saab 9000 war ein Automodell des schwedischen Herstellers Saab, das im Frühjahr 1985 auf den Markt kam (in den USA 1986) und bis Mitte 1998 verkauft wurde. Die Entwicklung begann bereits 1979. Viele Teile der Karosserie des 9000 sind baugleich mit denen der Modelle Fiat Croma und Lancia Thema; technisch ist der 9000 außerdem mit dem Alfa Romeo 164 verwandt.

## Geschichte
Während der im Herbst 1984 präsentierte Lancia und der Mitte 1985 vorgestellte Fiat dem Saab sehr ähnlich sahen, hatte der im Herbst 1987 eingeführte Alfa Romeo mit diesen Modellen nur wenige sichtbare Karosserieteile gemeinsam. Einige Teile unter den vier Fahrzeugtypen waren austauschbar. So passen beispielsweise Türen des Fiat Croma auch in den Saab 9000, allerdings sind die Türleisten unterschiedlich und anders befestigt.
Auch fehlte bei den Fiat-Türen der bei Saab-Modellen ab 1986 serienmäßige Seitenaufprallschutz, da man bei Fiat für den Fiat Croma und dem Lancia Thema einen anderen Weg der Insassensicherheit ging. Fiat entwarf für seine Modelle (insbesondere der ab Herbst 1988 erhältlichen zweiten Serie des Thema sowie dem Anfang 1991 überarbeiteten Croma) eine stabilere Fahrgastzelle, während beim Saab 9000 die ursprüngliche, gemeinsam konstruierte Karosserie immer weiter durch Verstrebungen und Nachbesserungen (wie die Seitenaufprallschutzstreben in den Türen) verstärkt wurde.
Verschiedene Fahrwerksteile (Domlager, Federbeine etc.) sind austauschbar, auch die Windschutzscheibe des Croma, Thema und des Alfa 164 sind der des Saab 9000 gleich. Der Strömungswiderstandskoeffizient (cw) beträgt 0,32. Die Form wurde von Giorgetto Giugiaro gestaltet.
Beim 9000 liegt das Zündschloss im Armaturenbrett neben dem Lenkrad und nicht am Schalthebel wie beim Saab 99, 90 oder 900. Das Fahrwerk bestand aus MacPherson-Federbeinen vorn mit Querstabilisator und einer Starrachse hinten mit Schraubenfedern, Querstabilisator, Längslenkern und Panhardstab. Die serienmäßige Reifengröße war 195/60 VR 15.

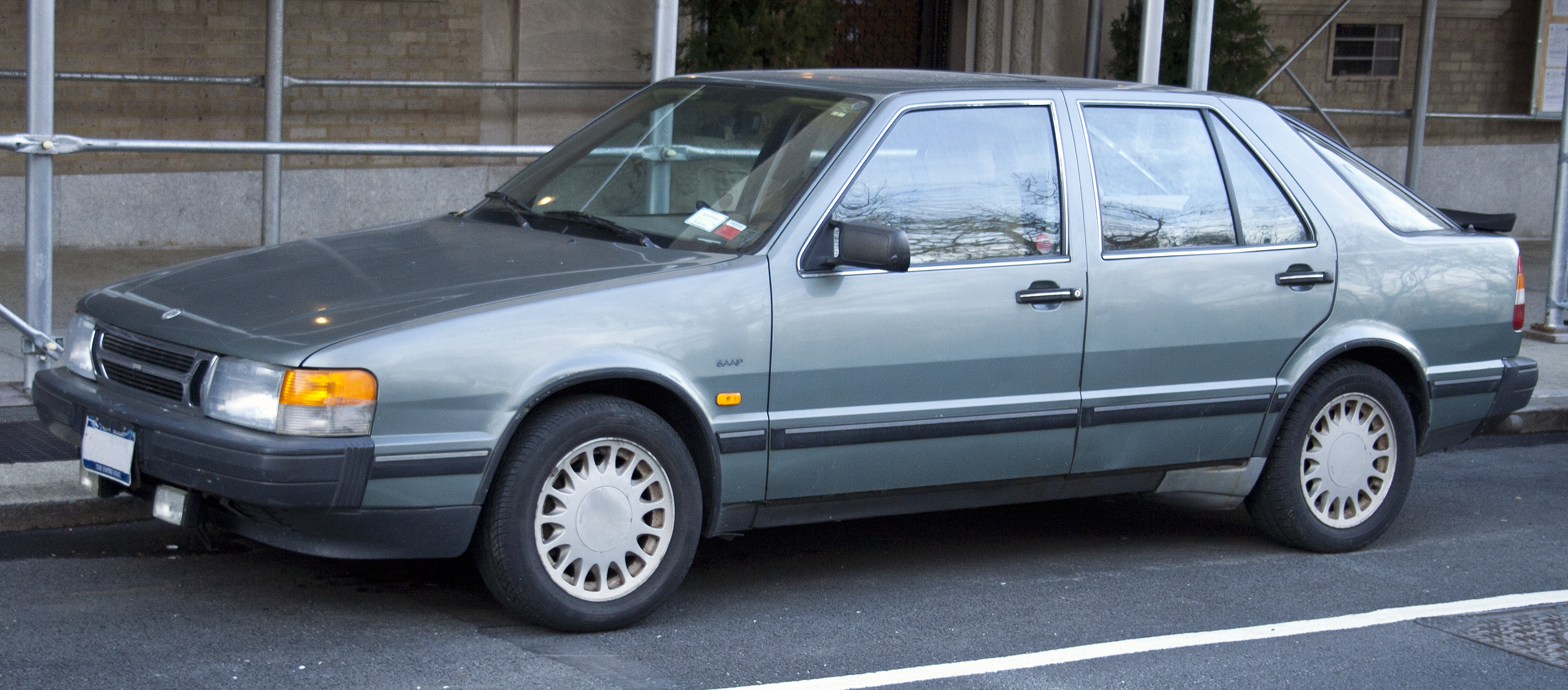
9000 CC Front 1985–1990 („Gradschnautzer“)
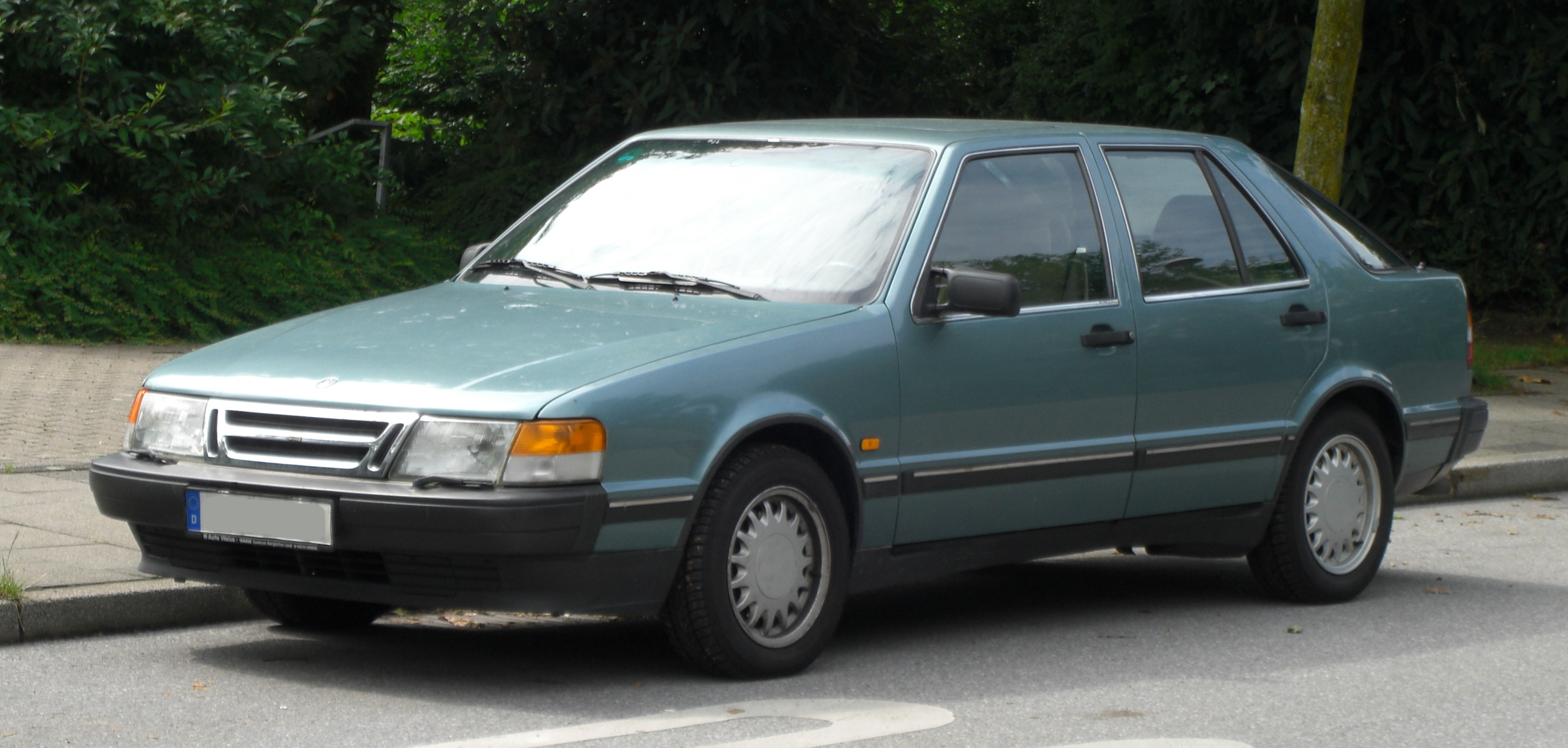
9000 CC 1991  („Schrägschnautzer“)
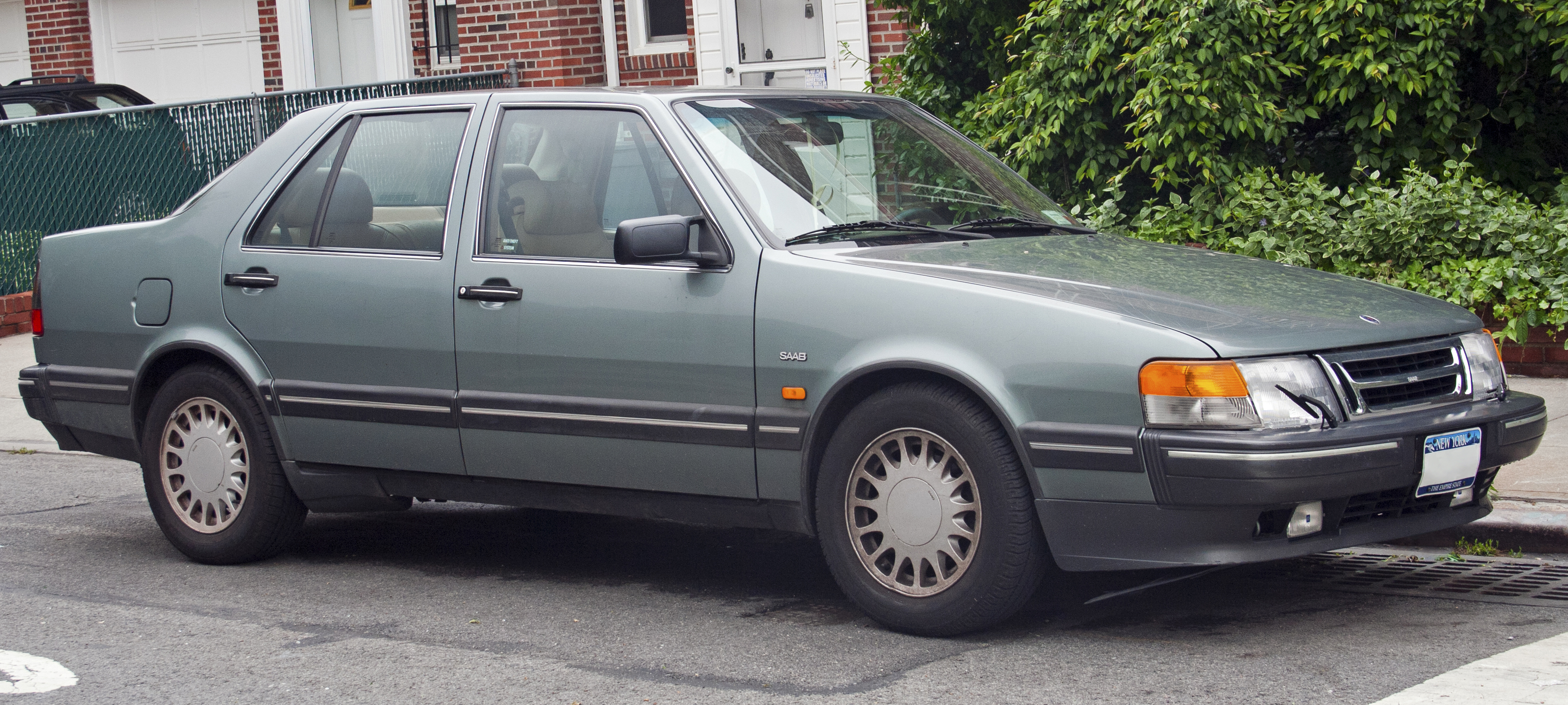
9000 CD (1988–1994) („Schrägschnautzer“)
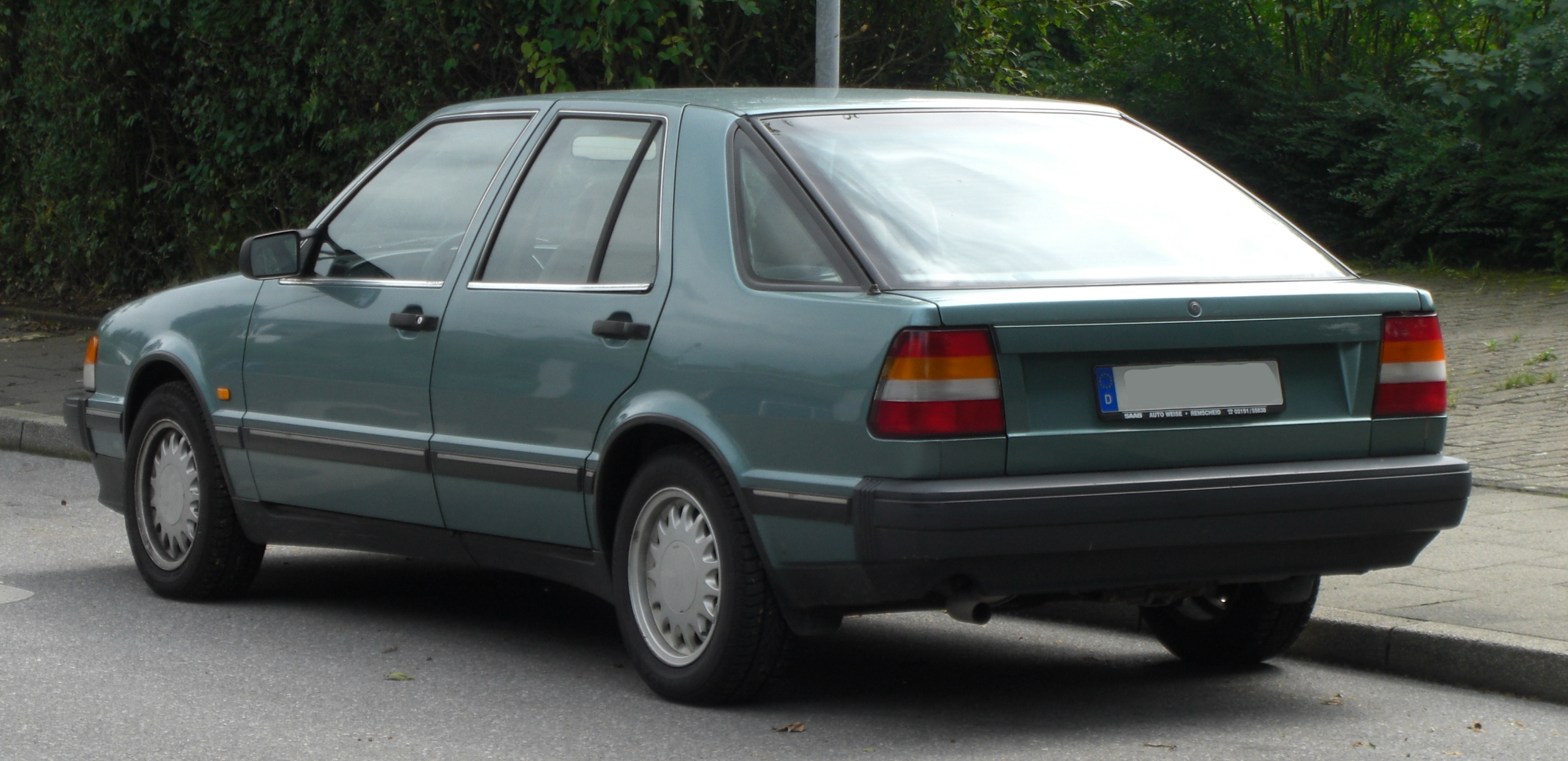
Heckansicht CC (1985–1991)
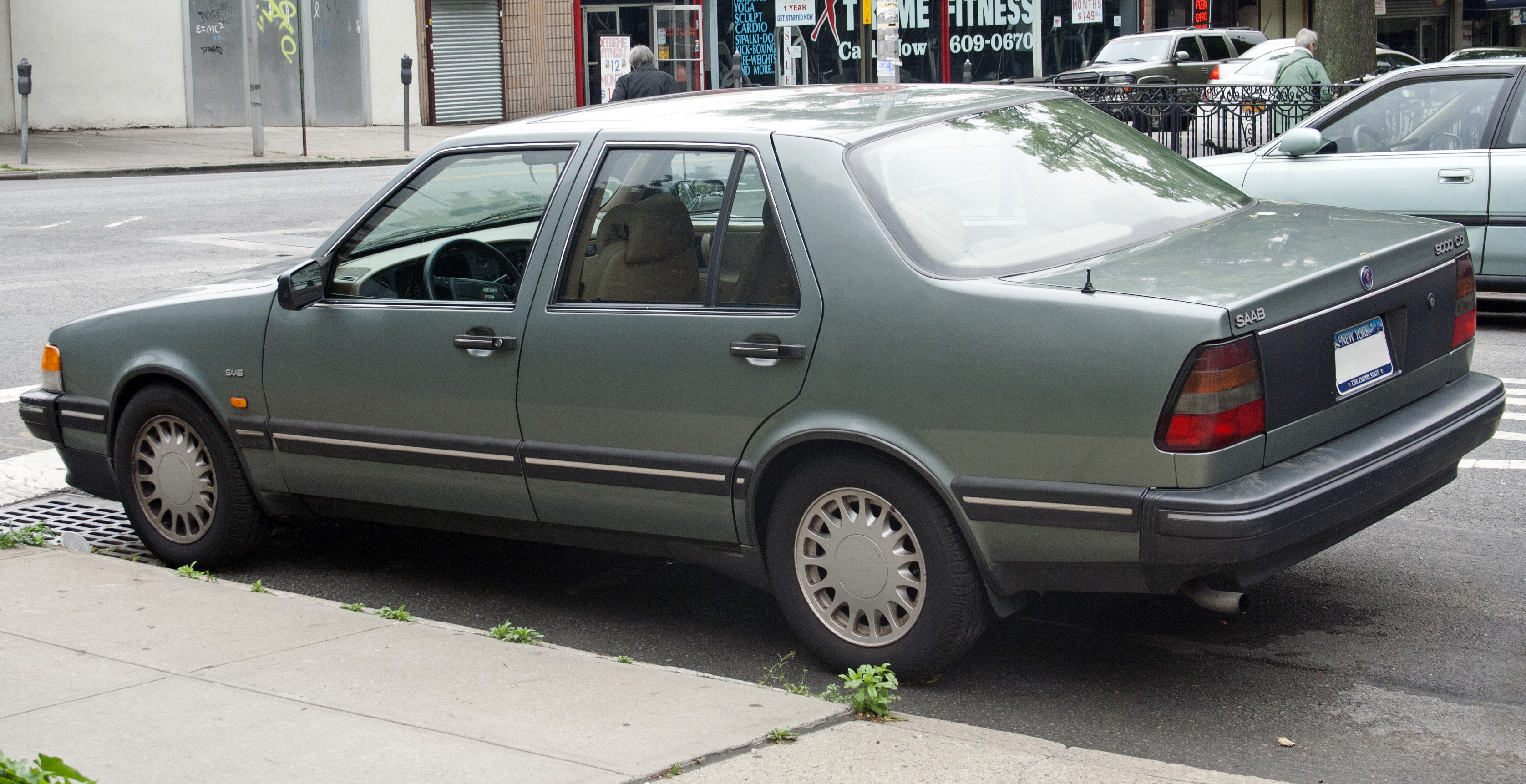
Heckansicht CD (1988–1994)

### Technik
Im ersten Produktionsjahr gab es nur eine Motorvariante – einen wassergekühlten 4-Zylinder-Otto-Motor mit Turbolader, Bosch LH-Jetronic-Einspritzung, 1985 cm³ Hubraum, 16 Ventilen und zwei obenliegenden Nockenwellen mit einer Leistung von 129 kW (175 PS) bei 5300/min und einem Drehmoment von 273 Nm bei 3000/min. Durch den Klopfsensor konnte Kraftstoff mit einer Oktanzahl von 92 bis 98 ROZ getankt werden, der maximale Ladedruck betrug 0,85 bar, der Motor hatte einen Ladeluftkühler, ist quer eingebaut und leicht nach vorn geneigt, wobei Auspuff und Turbolader direkt im Kühlluftstrom liegen. Der Motor-Getriebe-Block ist in einem Hilfsrahmen gelagert, der den getrennten Ausbau von Motor und Kupplung ermöglicht. Die Achslasten betrugen leer 61 % (vorn) zu 39 % (hinten), beladen 52 % zu 48 %. Um die Überlegenheit des Turbokonzepts zu demonstrieren, ging Saab mit drei Serienfahrzeugen des 9000 am 7. Oktober 1986 auf Rekordfahrt auf die Rennstrecke von Talladega (USA/Alabama). Das Ergebnis nach 100.000 km waren 21 internationale Rekorde, darunter zwei Weltrekorde. Das schnellste Fahrzeug absolvierte die Distanz mit einer Durchschnittsgeschwindigkeit von 213,299 km/h.
Der 9000 war das erste Saab-Modell mit einem Bordcomputer, der den aktuellen Verbrauch, den Durchschnittsverbrauch, die Reichweite mit dem Tankinhalt (versionsabhängig), die Bordspannung und (ebenfalls versionsabhängig) die Außentemperatur anzeigte. Weiterhin wurden defekte Scheinwerfer und offene Türen in einem Display angezeigt. Der Saab 9000 hatte serienmäßig einen Seitenaufprallschutz in allen Türen, Gurtstraffer vorne, einen hydraulischen Bremskraftverstärker und später auch ein Antiblockiersystem.
Der CC war rund 4,67 m lang und 1,76 m breit. Beim CS betrugen die Maße 4,76 m und 1,78 m. Die Höhe war mit 1,42 m gleich.

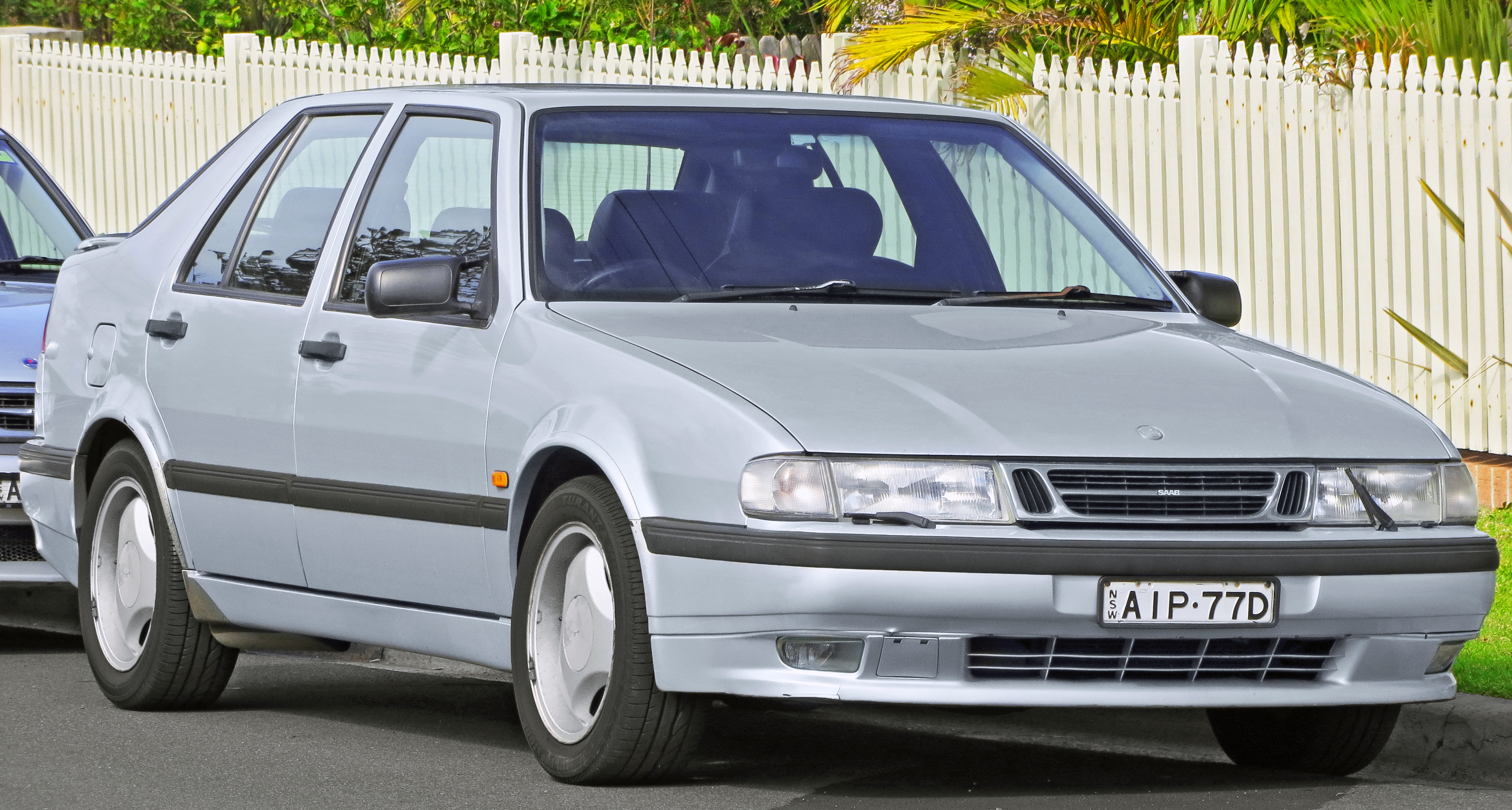
Saab 9000 CS (1991–1998)
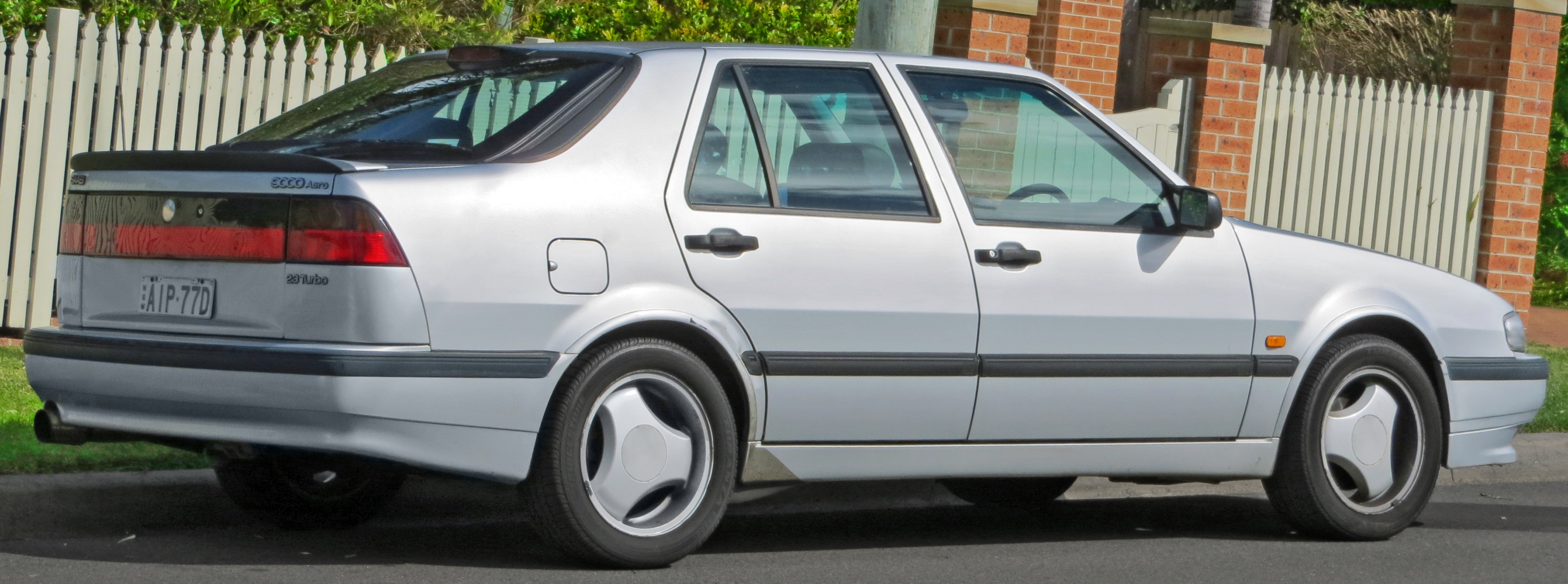
Heckansicht CS (1991–1998)
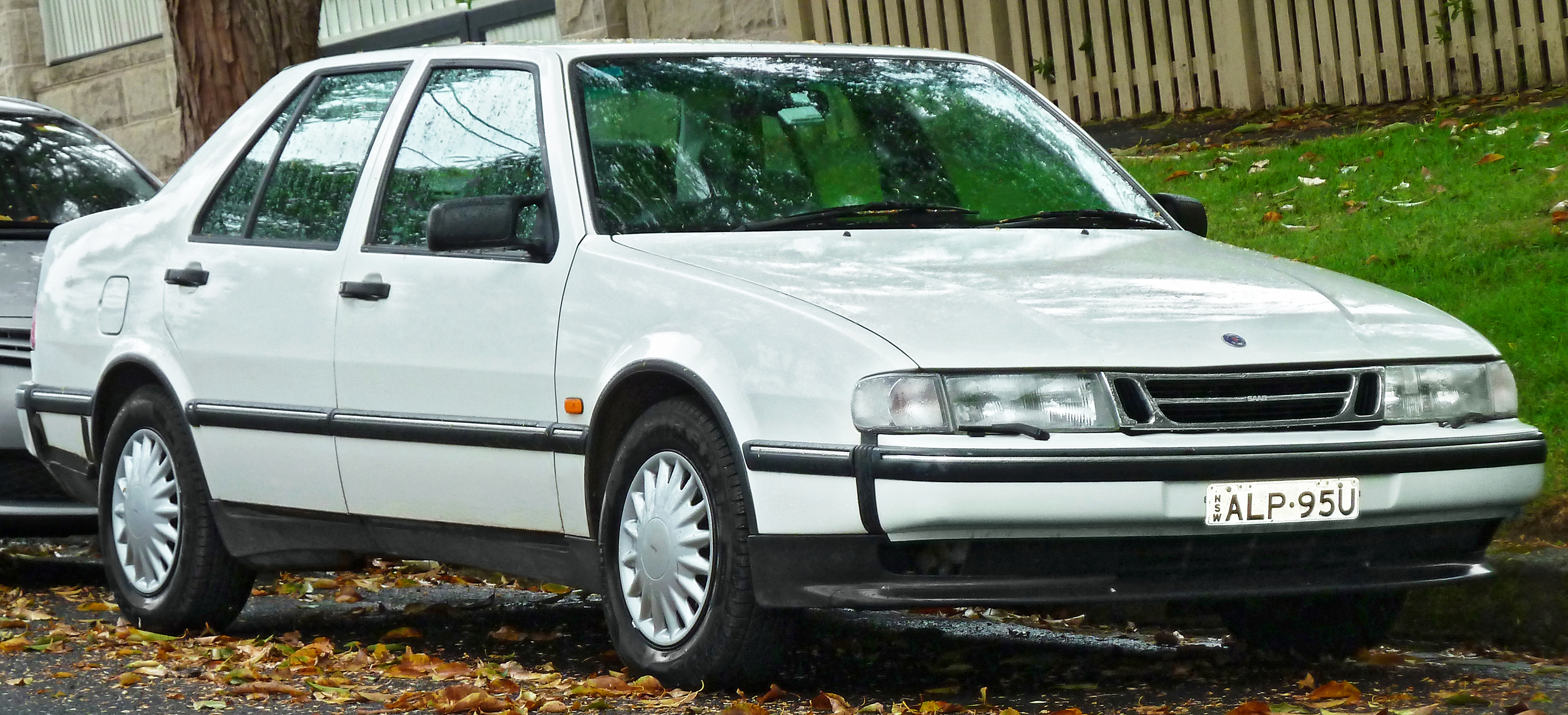
Saab 9000 CD (1994–1997)
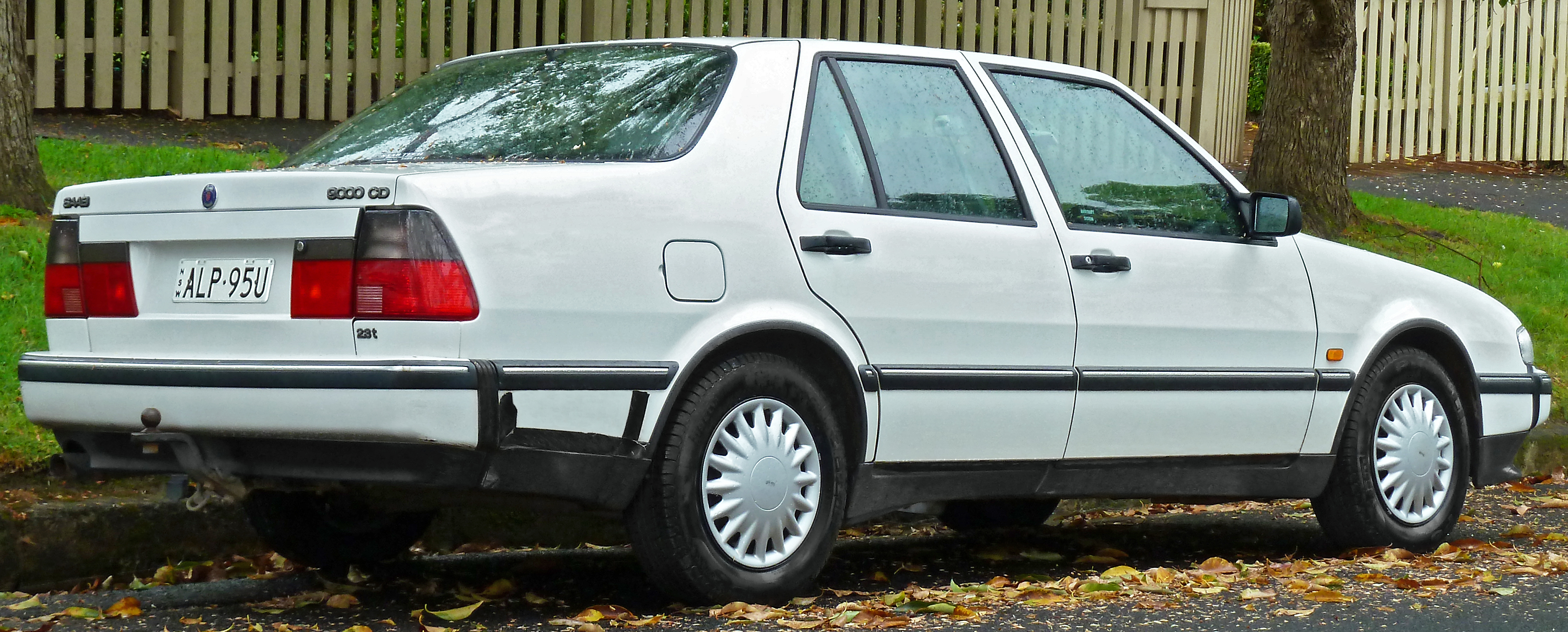
Heckansicht CD (1994–1997)

### Modellgeschichte (für Deutschland, andere Länder teilweise abweichend)
Hinweis: bei Saab begann das neue Modelljahr (MY, model year) stets nach den Werksferien im August eines Jahres; z. B. wurde das MY 1991 ab August 1990 produziert und verkauft.
- 08.1984: Nach fünf Jahren wurde die Entwicklung fertiggestellt.
- 04.1985: Europäische Markteinführung des fünftürigen 9000 mit Fließheck („Combi Coupé“, CC) mit dem aus dem Saab 900 bekannten 16V Turbo-Motor (129 kW, 175 PS ohne Katalysator, 118 kW/160 PS mit Katalysator); in den USA wurde der Saab 9000 erst 1986 eingeführt.
- 01.1986: Motorvariante 2.0i-16V erhältlich mit 94 kW (128 PS) ohne Katalysator (125 PS mit Katalysator)
- 08.1986: Wasserkühlung für den Turbolader
- 01.1987: ABS+3 ist für alle Saab 9000 verfügbar
- 08.1987: Die Stufenhecklimousine 9000 CD mit angeschrägter Frontpartie („Schrägschnautzer“) kommt zusätzlich zum CC auf den Markt. Verfügbare Motoren für den CD: 2.0 Turbo mit Direktzündung (DI, „direct ignition“, 163 PS mit Katalysator) und 2.0 i 16V Motor mit und ohne Katalysator. Die Saab DI ist eine Kondensatorentladungszündung, die gemeinsam mit Mecel AB entwickelt wurde.
- 01.1988: alle Saab 9000 serienmäßig mit Katalysator (auf Wunsch ohne)
- 08.1988: auch der CC erhält den 2.0 Turbo mit DI; Leistungssteigerung des 2.0l i auf 128 PS mit Katalysator (133 PS ohne)
- 08.1989: Neu im Programm: 2,3-l-Motor ohne Turbo mit 107 kW (146 PS). Er ist mit zwei gegenläufigen Ausgleichswellen versehen, um die Vibrationen zu verringern.
- 08.1990: der 2,3 l-Motor mit Turbolader, DI und 143 kW (195 PS) kommt ins Programm, ebenfalls mit Ausgleichswellen ausgestattet. Er hatte eine Ionenstrommessung für die Klopfregelung. Der CC erhält die angeschrägte Front des CD. Fahrerairbag für alle Modelle als Zubehör erhältlich.
- 08.1991: Verkaufsbeginn für den 9000 CS mit geänderter Front (niedrigere Scheinwerfer), geänderter Heckpartie und stabilerer Fahrgastzelle. Der Innenraum blieb weitestgehend gleich. Die Produktion des CC wird eingestellt. In den USA wurde der Saab 9000 CS erst 1992 eingeführt.
- 02.1993: Einführung der ersten 32-bit-Motorsteuerung für PKW, der Saab Trionic Version T5.2, die nachfolgenden Modelle laufen unter T5.5. Zudem beginnt die Auslieferung des 9000 CS Aero, des damals stärksten und schnellsten Saab überhaupt, mit einer leistungsgesteigerten Version des 2,3-l-Turbo, die 162 kW (220 PS) leistete (nur mit Schaltgetriebe verfügbar), speziellen 16"-'Super Aero'-Rädern und Tieferlegung, um die Fahreigenschaften zu verbessern.
- 08.1993: Änderung des Motordesigns von „long block“ auf „short block“; Einführung des Ecopower-Motors, eines Leichtdruckturbos (low pressure turbo, kurz: LPT) mit 125 kW (170 PS) und ohne variable Ladedruckregelung. Der Ecopower hat eine elektrische Heizung des Katalysators, die den Schadstoffausstoß bereits kurz nach dem Starten des Motors reduziert. Leistungssteigerung des 2,3-l-Turbos auf 147 kW (200 PS), beim Aero sind es 165 kW (224 PS); alle 9000-Modelle erhalten serienmäßig zwei Fullsizeairbags.
- 08.1994: Neu in der Motorenpalette: ein 3,0-l-V6-Motor von General Motors ohne Turbolader mit 155 kW (211 PS). Der 9000 CD wird überarbeitet und erhält die Front des CS sowie ein geändertes Heck. Der 2,0-l-Leichtdruckturbomotor als Ecopower mit 110 kW (150 PS) wird in Deutschland Anfang 1995 eingeführt und ersetzt den 2.3l i.
- 08.1996: Sondermodell „Anniversary“ zum 50sten Firmenjubiläum (1947) wird in gehobener Ausstattung, besonderem Sitzdesign und nur mit Turbo-Motoren angeboten.
- 08.1997: Die CD/E Limousine sowie das Aero-Modell wird nicht mehr angeboten; der 2.3l Vollturbo Motor (FPT, „full pressure turbo“, B234L, 200 PS) entfällt und wird durch den 2.3l Turbo Motor aus dem Aero ersetzt (B234R, 224 PS). Das Sondermodell „Anniversary“ wurde auch im letzten Modeljahr 1998 weiter angeboten.
- 05.1998: Die Produktion wird nach insgesamt 503.087 produzierten Exemplaren beendet. Sein Nachfolger wurde der bereits im Herbst 1997 eingeführte Saab 9-5.